# Passive
«Passive» es una canción de la banda estadounidense de rock alternativo A Perfect Circle. Fue lanzado el 18 de enero de 2005 como el segundo y último sencillo de su tercer álbum de estudio eMOTIVe (2004). La canción alcanzó el puesto número 14 en la lista de Billboard Mainstream Rock Songs en 2005.
La canción, originaria del proyecto paralelo Tapeworm bajo el título "Vacant", fue finalmente grabada en estudio como "Passive" por A Perfect Circle cerca del fin del proyecto. 

## Antecedentes
Los orígenes de la canción se remontan a una canción de la banda Tapeworm, un proyecto paralelo iniciado por Trent Reznor, líder de Nine Inch Nails, y varios otros músicos, entre ellos Maynard James Keenan y Danny Lohner, miembros de A Perfect Circle. La versión original de la canción se escribió y grabó en 1999 bajo el título "Vacant". Esta versión tenía la música de Lohner, los arreglos de Charlie Clouser, la letra y la melodía de Keenan, y el coro y los coros de Reznor. Sin embargo, el proyecto sufrió numerosos retrasos por diversas razones, como desacuerdos creativos, conflictos de agenda con las bandas de los miembros y problemas legales derivados de las diversas discográficas a las que los miembros pertenecían por separado a través de sus otras bandas.
Como el proyecto no avanzaba, Keenan decidió empezar a tocar la canción en conciertos de A Perfect Circle en el año 2000. Aunque Reznor expresó su irritación por el debut de esta manera, donde finalmente se convirtió en un clásico en sus conciertos, la banda en ese momento solo contaba con material para un álbum, Mer de Noms. Con la disolución del proyecto Tapeworm en 2004, sin publicar grabaciones de estudio, la canción fue reelaborada en "Passive" con el guitarrista de A Perfect Circle, Billy Howerdel, y lanzada en su tercer álbum de estudio eMOTIVe en noviembre de 2004. La composición de esta versión se atribuyó a Lohner, Keenan, Reznor y Howerdel.
La canción se lanzó posteriormente como segundo sencillo de eMOTIVe a principios de 2005. También apareció en la película de superhéroes Constantine de 2005, y su videoclip también incluye imágenes de la película. Tanto los efectos especiales como el videoclip fueron dirigidos por los hermanos Strause.

## Posicionamiento en lista
| Lista (2005)                                 | Posición |
| -------------------------------------------- | -------- |
| Estados Unidos (Mainstream Rock) (Billboard) | 14       |
| Estados Unidos (Modern Rock) (Billboard)     | 14       |